# FKBP8
FKBP8 (англ. FK506 binding protein 8) – білок, який кодується однойменним геном, розташованим у людей на короткому плечі 19-ї хромосоми. Довжина поліпептидного ланцюга білка становить 412 амінокислот, а молекулярна маса — 44 562.
| 10         |  | 20         |  | 30         |  | 40         |  | 50         |
| ---------- |  | ---------- |  | ---------- |  | ---------- |  | ---------- |
| MASCAEPSEP |  | SAPLPAGVPP |  | LEDFEVLDGV |  | EDAEGEEEEE |  | EEEEEEDDLS |
| ELPPLEDMGQ |  | PPAEEAEQPG |  | ALAREFLAAM |  | EPEPAPAPAP |  | EEWLDILGNG |
| LLRKKTLVPG |  | PPGSSRPVKG |  | QVVTVHLQTS |  | LENGTRVQEE |  | PELVFTLGDC |
| DVIQALDLSV |  | PLMDVGETAM |  | VTADSKYCYG |  | PQGRSPYIPP |  | HAALCLEVTL |
| KTAVDGPDLE |  | MLTGQERVAL |  | ANRKRECGNA |  | HYQRADFVLA |  | ANSYDLAIKA |
| ITSSAKVDMT |  | FEEEAQLLQL |  | KVKCLNNLAA |  | SQLKLDHYRA |  | ALRSCSLVLE |
| HQPDNIKALF |  | RKGKVLAQQG |  | EYSEAIPILR |  | AALKLEPSNK |  | TIHAELSKLV |
| KKHAAQRSTE |  | TALYRKMLGN |  | PSRLPAKCPG |  | KGAWSIPWKW |  | LFGATAVALG |
| GVALSVVIAA |  | RN         |  |            |  |            |  |            |

A: Аланін

C: Цистеїн

D: Аспарагінова кислота

E: Глутамінова кислота

F: Фенілаланін

G: Гліцин

H: Гістидин

I: Ізолейцин

K: Лізин

L: Лейцин

M: Метіонін

N: Аспарагін

P: Пролін

Q: Глутамін

R: Аргінін

S: Серин

T: Треонін

V: Валін

W: Триптофан

Кодований геном білок за функціями належить до ізомераз, ротамаз, фосфопротеїнів. 
Задіяний у таких біологічних процесах, як апоптоз, взаємодія хазяїн-вірус, альтернативний сплайсинг. 
Білок має сайт для зв'язування з іонами металів, іоном кальцію. 
Локалізований у мембрані, мітохондрії.